# ناحیه بیردستون، شهرستان کاس، ایلینوی
ناحیه بیردستون، شهرستان کاس، ایلینوی (به انگلیسی: Beardstown Township) یک منطقهٔ مسکونی در ایالات متحده آمریکا است که در شهرستان کاس، ایلینوی واقع شده‌است. ناحیه بیردستون ۶٬۹۸۳ نفر جمعیت دارد و ۱۳۵ متر بالاتر از سطح دریا واقع شده‌است.